# 에릭 덩컨

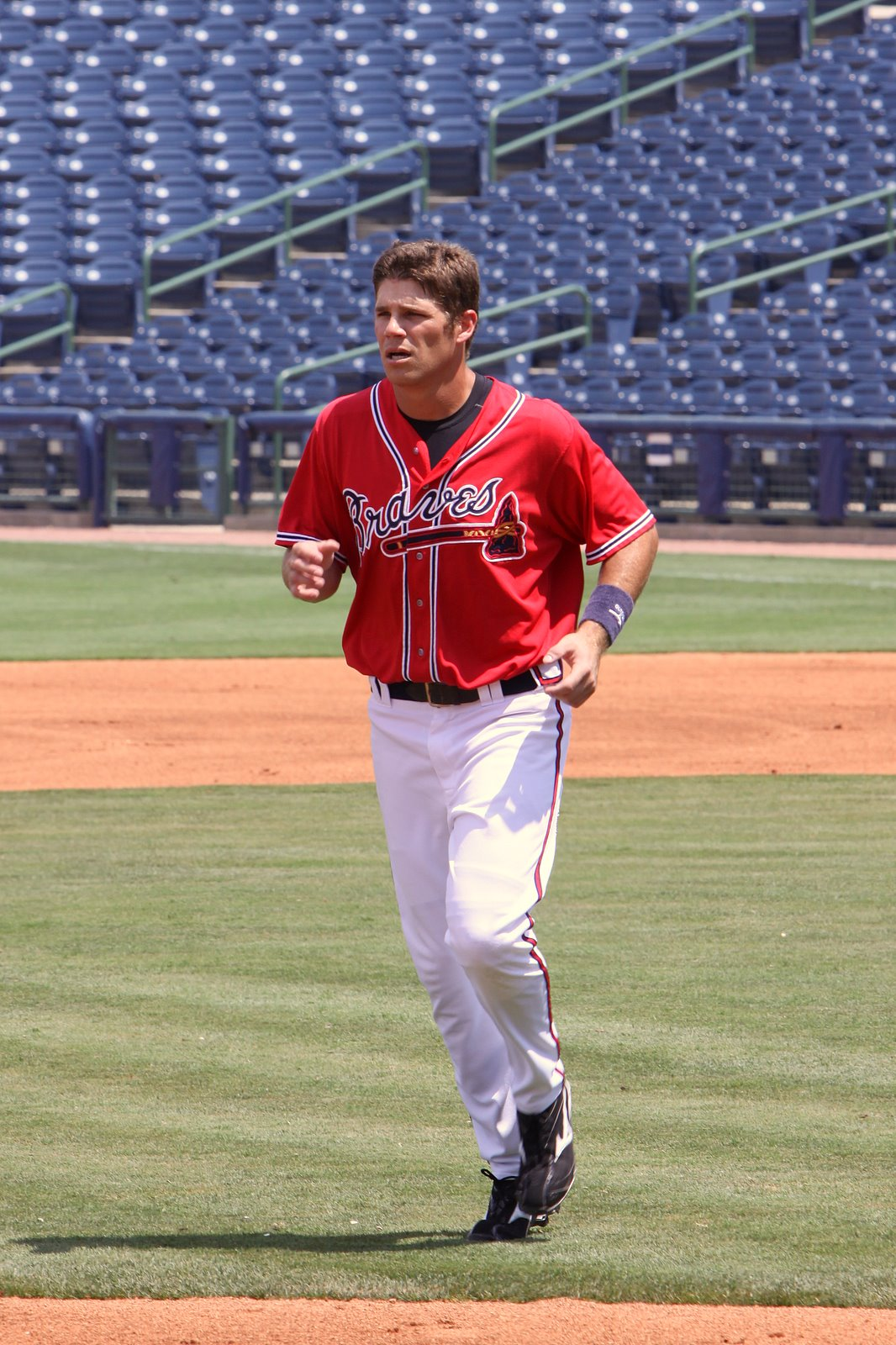

에릭 덩컨(영어: Eric Duncan, 1984년 12월 7일)은 현재 캔자스시티 로열스에 소속되어 있는 미국의 야구 선수이다.
그는 미국의 전직 프로야구 2루수이자 메이저 리그 베이스볼(MLB) 마이애미 말린스의 퀄리티 컨트롤 코치이다. 뛰어난 고교야구 선수로 꼽히는 던컨은 2003년 MLB 드래프트 1라운드에서 뉴욕 양키스에 지명돼 야구계 최고의 유망주 중 한 명이 됐다. 그러나 마이너 리그 야구의 부상과 비효율로 인해 던컨은 MLB에 도달하지 못했다.